# Convention internationale sur la préparation, la lutte et la coopération en matière de pollution par les hydrocarbures
La Convention internationale sur la préparation, la lutte et la coopération en matière de pollution par les hydrocarbures, également appelée Convention OPRC, est un traité maritime international établissant des mesures pour faire face aux incidents de pollution marine par les hydrocarbures au niveau national et en coopération avec d'autres pays. En février 2025 , 118 États étaient parties à la Convention. 
La Convention OPRC a été rédigée sous les auspices de l’Organisation maritime internationale (OIM), adoptée le 30 novembre 1990 à Londres, ouverte à la signature ou siège de l'OIM du 30 novembre 1990 au 29 novembre 1991 et est entrée en vigueur le 13 mai 1995. En 2000, un protocole à la Convention et à celle relative aux substances nocives et potentiellement dangereuses (SNPD) a été adopté (le Protocole OPRC-SNPD).
Conformément à la Convention et à son annexe, les États parties à la Convention de 1990 s’engagent, individuellement ou conjointement, à prendre toutes les mesures appropriées pour se préparer et intervenir en cas d’incident de pollution par les hydrocarbures.

## Histoire
Le 15e sommet du G7 a réunit à Paris, dans le quartier de la Défense, du 14 au 16 juillet 1989, les chefs des États ou des gouvernements des sept États les plus industrialisés de la planète. À l'issue de ce « Sommet de l'Arche », le Secrétaire général de l'Organisation maritime internationale a été sollicité pour faire des proposition afin de renforcer la lutte contre la pollution par les navires. Le Secrétaire général a mené des consultations qui ont conduite à l'adoption par l'Assemblée annuelle de l'OMI d'une résolution appelant à l'organisation d'une conférence internationale sur la création d'un nouvel instrument normatif en la matière. Le texte de la Convention a été préparer par le Comité de l'OMI sur la protection de l'environnement maritime, qui a créé un groupe de travail sur la question, et s'est réuni en mai 1990. La conférence s'est tenue du 19 au 30 novembre 1990, au siège de l'OMI, à Londres, au Royaume-Uni. Plus de 90 États et 17 organisations intergouvernementales et non-gouvernementales (dont des sociétés de transports maritime) étaient représentées.

## Champ d'application
La Convention s’applique aux :
- navires de tout type opérant dans le milieu marin, y compris les hydroptères, les véhicules à coussin d'air, les submersibles et les engins flottants de tout type ;
- installations ou structures offshore fixes ou flottantes engagées dans des activités d'exploration, d'exploitation ou de production de gaz ou de pétrole, ou de chargement ou de déchargement de pétrole ; et
- ports maritimes et installations de manutention pétrolière (installations qui présentent un risque de pollution pétrolière, y compris, entre autres, ports maritimes, terminaux pétroliers, pipelines et autres installations de manutention du pétrole)[4].

La Convention ne s’applique pas aux navires de guerre, aux navires auxiliaires de la marine de guerre ou aux autres navires appartenant à un État ou exploités par lui et utilisés uniquement à des fins non commerciales. Toutefois, les Parties à la Convention veillent, par l’adoption de mesures appropriées, à ce que ces navires agissent d’une manière conforme à la Convention.

## Plans d'urgence en cas de pollution par les hydrocarbures
Les navires d'une jauge brute supérieure à 400 mille – ou de 150 mille pour les navires-citernes d'hydrocarbures – sont tenus de disposer d’un plan d’urgence en cas de pollution par les hydrocarbures à bord, conformément aux dispositions adoptées par l’Organisation maritime internationale à cet effet. Ces plans sont soumis, lorsqu'ils se trouvent dans un port ou dans un terminal offshore sous la juridiction d'une Partie, à une inspection par des agents dûment autorisés par cette Partie.
Les exploitants d’unités offshore sous la juridiction des Parties sont tenus de disposer de plans d’urgence en cas de pollution par les hydrocarbures, coordonnés avec le système national de réponse aux incidents de pollution par les hydrocarbures, approuvés conformément aux procédures établies par l’autorité nationale compétente.
Une obligation similaire pèse également sur les autorités ou les exploitants en charge des ports maritimes et des installations de manutention d'hydrocarbures.

## Procédures de notification de pollution par les hydrocarbures
Conformément à la Convention, les capitaines ou autres personnes ayant la charge de navires battant pavillon d'une Partie et les personnes ayant la charge d'unités offshore sous la juridiction d'une Partie sont tenus de signaler sans délai tout événement survenant sur leur navire ou unité offshore impliquant un rejet ou un rejet probable d'hydrocarbures :
a) dans le cas d’un navire, à l’État côtier le plus proche;
b) dans le cas d’une unité offshore, à l’État côtier à la juridiction duquel l’unité est soumise.
Les capitaines ou autres personnes ayant la charge de navires battant pavillon d'une Partie et les personnes ayant la charge d'unités offshore sous la juridiction d'une Partie sont également tenus de signaler sans délai et de manière similaire tout événement observé en mer impliquant un rejet d'hydrocarbures ou la présence d'hydrocarbures.
Les personnes responsables des ports maritimes et des installations de manutention d'hydrocarbures sous la juridiction d'une Partie sont tenues de signaler sans délai à l'autorité nationale compétente tout événement impliquant un rejet ou un rejet probable d'hydrocarbures ou la présence d'hydrocarbures.
Les Parties à la Convention sont tenues de donner instruction à leurs navires ou aéronefs d'inspection maritime et autres services ou agents appropriés de signaler sans délai tout événement observé en mer ou dans un port maritime ou une installation de manutention d'hydrocarbures impliquant un rejet d'hydrocarbures ou la présence d'hydrocarbures à l'autorité nationale compétente ou à l'État côtier le plus proche. Il en est de même des pilotes d'aéronefs civils de signaler sans délai tout événement observé en mer impliquant un rejet d'hydrocarbures ou la présence d'hydrocarbures à l'État côtier le plus proche.
Les États parties qui ont reçu les informations sont tenus de procéder à une évaluation de l'événement, y-compris de ces évolutions, conséquences ou risques futurs. Ils doivent également informer les autres Parties susceptibles d'être affecté par l'événement, y-compris des mesures qu'ils ont ou comptent entreprendre ainsi que, le cas échéant, l'OMI directement.

## Systèmes nationaux et régionaux de préparation et d'intervention
Chaque Partie est tenue de mettre en place un système national permettant de réagir rapidement et efficacement aux incidents de pollution par les hydrocarbures. Un tel système comprend :
1. les autorités nationales compétentes désignées pour la préparation et la lutte contre la pollution par les hydrocarbures ;
2. les points de contact opérationnels nationaux, chargés de la réception et de la transmission des rapports de pollution par les hydrocarbures ; et
3. l'autorité habilitée à agir au nom de l'État pour demander une assistance ou pour décider de fournir l'assistance demandée.

Le système comprend également un plan national d’urgence pour la préparation et l’intervention décrivant les relations organisationnelles des différents organismes impliqués, publics ou privés, en tenant compte des lignes directrices élaborées par l’OMI. 
En outre, chaque Partie, soit individuellement, soit par une coopération bilatérale ou multilatérale et en coopération avec les industries pétrolières et maritimes, les autorités portuaires et d'autres entités concernées, doit établir:
- un niveau minimum d’équipements prépositionnés de lutte contre les déversements d’hydrocarbures et de programmes pour leur utilisation ;
- un programme d’exercices pour les organismes d’intervention en cas de pollution par les hydrocarbures et la formation du personnel concerné ;
- des plans détaillés et des capacités de communication pour répondre à un incident de pollution par les hydrocarbures ;
- un mécanisme ou un dispositif permettant de coordonner la réponse à un incident de pollution par les hydrocarbures avec les capacités de mobiliser les ressources nécessaires. Les Parties veillent à ce que toutes les informations pertinentes soient fournies à l’OMI.

## Coopération internationale en matière de lutte contre la pollution
Les Parties sont tenues de coopérer et de fournir des services consultatifs, un soutien technique et du matériel afin de répondre à un incident de pollution par les hydrocarbures, à la demande de toute partie affectée ou susceptible d’être affectée par un tel incident. Le financement des coûts de cette assistance est basé sur l’annexe à la convention.

## Caractéristiques principales de l'OPRC
1. Elle vise à fournir un cadre mondial pour la coopération internationale dans la lutte contre les incidents majeurs ou les menaces de pollution marine.
2. Les Parties à la Convention sont tenues d’établir des mesures pour faire face aux incidents de pollution, soit au niveau national, soit avec d’autres pays.
3. Les navires sont tenus d’avoir à bord un plan d’urgence en cas d’incident pétrolier.
4. Les exploitants d’unités offshore sont également tenus de disposer de plans d’urgence en cas de pollution par les hydrocarbures ou de dispositions similaires, qui doivent être coordonnés avec les systèmes nationaux pour répondre rapidement et efficacement aux incidents de pollution par les hydrocarbures.
5. Les navires sont tenus de signaler les incidents aux autorités côtières et la Convention détaille les mesures à prendre.
6. La Convention prévoit la constitution de stocks d’équipements de lutte contre les déversements d’hydrocarbures, des exercices de lutte contre les déversements d’hydrocarbures et l’élaboration de plans détaillés pour faire face aux incidents de pollution.
7. Les Parties à la Convention sont tenues de fournir une assistance aux autres en cas d’urgence de pollution et des clauses prévoient le remboursement de toute assistance fournie.
8. Un protocole à l'OPRC relatif aux substances nocives et potentiellement dangereuses (le Protocole OPRC-SNDP) a été adopté en 2000[8].

## Voir également